# Domenico Spinelli
Pour les articles homonymes, voir Spinelli.
Cet article possède un paronyme, voir Domenico Pinelli.
Domenico Spinelli, neuvième prince de San Giorgio, né en 1788 à Frasso Telesino et mort le 10 avril 1863 à Naples, est un aristocrate, numismate et archéologue du royaume de Naples.

## Biographie
Neuvième prince de San Giorgio del Sannio, Domenico Spinelli naît à Frasso Telesino en 1788.
Troisième directeur du museo Borbonico di Napoli — il en publie en 1852 un inventaire en deux volumes — et surintendant des fouilles, il dirige les recherches à Pompéi et Herculanum entre 1850 et 1863, prenant la suite de Francesco Maria Avellino ; il est lui-même remplacé par Guglielmo Bechi puis par Giuseppe Fiorelli.
Disciple de Francesco Carelli, il est considéré comme un spécialiste des monnaies coufiques de l'Italie du sud et de la Sicile.
Il meurt le 10 avril 1863 à Naples.

## Publications
- (it) Monete cufiche battute da principi Longobardi, Normanni e Suevi nel regno delle due Sicilie, Naples, Stampa dell'Iride, 1844, 500 p. (lire en ligne)
- (it) Memorie numismatiche lette alla Reale accademia ercolanese, Naples, Stamperia reale, 1854, 80 et 12 p. (lire en ligne).